# Rider Strong
Rider King Strong (ur. 11 grudnia 1979 w San Francisco) – amerykański aktor, producent, reżyser i scenarzysta.
Odtwórca roli Shawna Huntera w sitcomie ABC Chłopiec poznaje świat (ang. Boy Meets World, 1993-2000) i spin-off Disney Channel Dziewczyna poznaje świat (ang. Girl Meets World, 2014–2017).

## Życiorys

### Wczesne lata
Urodził się w San Francisco w Kalifornii jako drugi z dwóch synów Lin (z domu Warner), nauczycielki i dietetyczki, oraz Kinga Arthura Stronga, strażaka, którzy pochodził z Pensylwanii. Jego rodzina była pochodzenia irlandzkiego, niemieckiego i angielskiego. Jego starszy brat Shiloh (ur. 12 czerwca 1978) został aktorem, scenarzystą, fotografem i reżyserem filmowym. W 1998 ukończył Nonesuch School w Sebastopol. Uczęszczał na poranne zajęcia w Occidental College. W 2004 ukończył z wielką pochwałą na Uniwersytet Columbia na kierunku anglistyki. Ukończył studia magisterskie na wydziale beletrystyki i literatury w czerwcu 2009 w Bennington College.

### Kariera
Strong rozpoczął karierę aktorską w wieku dziewięciu lat, kiedy zagrał rolę Gavroche w produkcji Les Misérables w San Francisco. Mając dwanaście lat wystąpił jako Benjy Robertson w dramacie NBC Długa droga do domu (Long Road Home, 1991) u boku Marka Harmona. W 1992 otrzymał swoją pierwszą regularną rolę jako Adam McGuire, syn Julie Carlisle (Julie Andrews) i Sama (James Farentino) w sitcomie ABC Julie (1992). Następnie zagrał postać Pete’a Braswella, syn kelnerki Karen (Amy Irving) w dreszczowcu Po latach (Benefit of the Doubt, 1993) z Donaldem Sutherlandem.
Stał się popularny wśród szerokiej publiczności i zyskał uznanie krytyki dzięki roli Shawna Huntera w sitcomie ABC Chłopiec poznaje świat (ang. Boy Meets World, 1993-2000). W ciągu siedmiu lat był dwukrotnie nominowany do nagrody Young Artist Award (1994 i 1997) i raz nominowany do nagrody magazynu „The Hollywood Reporter” YoungStar Award (1995), a w 2000 otrzymał nagrodę Nickelodeon Kids’ Choice Awards w kategorii najlepszy telewizyjny przyjaciel. 